# Balfourodendron molle
Balfourodendron molle är en vinruteväxtart som först beskrevs av Friedrich Anton Wilhelm Miquel, och fick sitt nu gällande namn av J. R. Pirani. Balfourodendron molle ingår i släktet Balfourodendron och familjen vinruteväxter. Inga underarter finns listade i Catalogue of Life.